# Ghana Congress Party
Die Ghana Congress Party (GCP) war eine politische Partei im heutigen Ghana. Dabei reichte die Gründung der Partei im Jahr 1951 in den Unabhängigkeitsprozess der Kolonie Goldküste hinein. 

## Gründungsgeschichte
Nach der Teilung der United Gold Coast Convention (UGCC) aufgrund der durch Kwame Nkrumah forcierten Abspaltung gerade der jüngeren Mitglieder und Neugründung der Convention People’s Party (CPP) bildete der verbliebene Rest der UGCC zusammen mit einer kleineren Gruppierung, der National Democratic Party die Ghana Congress Party. Die Gründungsphase war bestimmt durch den Machtkampf zwischen Nii Amaa Ollennu, einem Barrister, der den Vorsitz der National Democratic Party (NDP) innehatte und J.B. Danquah, dem Vorsitzenden der UGCC. Generalsekretär der Partei war Saki Scheck. Dieser Machtkampf zwischen Ollennu und Danquah endete mit dem vorübergehenden Rückzug von Ollennu aus der Politik zu Gunsten seiner juristischen Karriere.
Im Anschluss an diese Auseinandersetzung stritten der spätere Premierminister Ghanas Kofi Abrefa Busia und Emmanuel Obetsebi-Lamptey, dem späteren Gründer der Nationalist Party, um die politische Vorherrschaft. Aus der heutigen Sicht, unter anderem auch die New Patriotic Party (NPP), steht die GCP damit in der politischen Tradition der ersten Partei Ghanas, der United Gold Coast Convention (UGCC).
Die GCP ging unter dem Vorsitz von Busia Ende des Jahres 1957, Anfang 1958 in der United Party (UP) als Zusammenschluss verschiedener Oppositionsparteien auf. Vorausgegangen war ein Gesetz aus dem Jahr 1957, welches kurz nach der Unabhängigkeit Ghanas in Kraft trat und alle regional, religiös oder am Stammessystem Ghanas orientierten Parteien quasi über Nacht in die Illegalität drängte. Die Opposition schloss sich gesammelt in der UP zusammen.

## Wahlergebnisse
Bei den Wahlen zur gesetzgebenden Versammlung (Legislative Assembly) vom 15. Juni 1954 erzielte die GCP insgesamt 104 Parlamentssitze. Einen errang der populäre Dr. Kofi Abrefa Busia selbst. Bei den Wahlen vom 17. Juni 1956 zog kein Mitglied der GCP ins Parlament ein.